# Julio César Domínguez Castillo
Julio César Domínguez Castillo, noto semplicemente come Julio Domínguez (San Lorenzo, 7 aprile 1992), è un calciatore paraguaiano, difensore del Deportivo Recoleta.

## Caratteristiche tecniche
È un difensore centrale.

## Carriera
Cresciuto nel settore giovanile del Cerro Porteño, ha esordito in prima squadra il 18 febbraio 2013 disputando l'incontro di División Profesional pareggiato 1-1 contro lo Sp. Carapeguá.